# Вигна
Ви́гна (лат. Vígna) — род травянистых цветковых растений семейства Бобовые (Fabaceae). Отличия от близкого рода Фасоль лежат в области биохимии, в составе пыльцы, в строении гинецея и прилистников. Всего насчитывают около 120 видов.
Род назван в честь итальянского ботаника Доменико Виньи, директора Ботанического сада в Пизе.

## Ботаническое описание
Стебли как стелющиеся, так и прямостоячие.
Листья перистые тройчатые.
Жёлтые, белые, голубые, фиолетовые цветки собраны в кисти.

## Хозяйственное значение и применение
Различные виды возделываются в тропическом поясе как овощные, зерновые, кормовые и сидеральные культуры.
В культуре наиболее распространён коровий горох, или вигна китайская. К роду Вигна отнесены азиатские виды фасоли — маш, урд, адзуки. Плоды не требуют замачивания, не вызывают активного газообразования, оптимальны для проращивания, в отличие от других зернобобовых.
В Средние века, до появления продуктов из Нового света употреблялась в пищу людьми.

## Таксономия
Vigna Savi, 1824, Nuovo Giorn. Lett. 8: 113.

### Синонимы
- Azukia Takah. ex Ohwi
- Haydonia R.Wilczek
- Liebrechtsia De Wild.
- Plectrotropis Schumach.
- Scytalis E.Mey.
- Voandzeia Thouars

### Виды
По информации базы данных The Plant List, род включает 118 видов:
- Vigna aconitifolia (Jacq.) Marechal
- Vigna acuminata Hayata
- Vigna adenantha (G.Mey.) Marechal & al.
- Vigna angivensis Baker
- Vigna angularis (Willd.) Ohwi & H.Ohashi — Вигна угловатая, или Адзуки
- Vigna antillana (Urb.) Fawc. & Rendle
- Vigna antunesii Harms
- Vigna appendiculata (Benth.) A. Delgado
- Vigna benuensis Pasquet & Marechal
- Vigna bequaertii R.Wilczek
- Vigna bosseri Du Puy & Labat
- Vigna bournaea Gamble
- Vigna candida (Vell.) Marechal & al.
- Vigna canescens C.T.White
- Vigna caracalla (L.) Verdc.
- Vigna clarkei Prain
- Vigna comosa Baker
- Vigna cylindrica (L.) Skeels
- Vigna dalzelliana (Kuntze) Verdc.
- Vigna desmodioides R.Wilczek
- Vigna diffusa (Scott-Elliot) A. Delgado & Verdc.
- Vigna dolomitica R.Wilczek
- Vigna elegans (Piper) Marechal & al.
- Vigna filicaulis Hepper
- Vigna firmula (Hassl.) Marechal & al.
- Vigna friesiorum Harms
- Vigna frutescens A.Rich.
- Vigna gazensis Baker f.
- Vigna glabrescens Marechal & al.
- Vigna gracilicaulis (Ohwi) Ohwi & H.Ohashi
- Vigna gracilis (Guill. & Perr.) Hook.f.
- Vigna grahamiana (Wight & Arn.) Verdc.
- Vigna hainiana Babu, Gopin. & S.K.Sharma
- Vigna halophila (Piper) Marechal & al.
- Vigna haumaniana R.Wilczek
- Vigna heterophylla A.Rich.
- Vigna hirtella Ridl.
- Vigna hookeri Verdc.
- Vigna hosei (Craib) Backer
- Vigna juncea Milne-Redh.
- Vigna juruana (Harms) Verdc.
- Vigna keraudrenii Du Puy & Labat
- Vigna khandalensis (Santapau) Sundararagh. & Wadhw
- Vigna kirkii (Baker) J.B.Gillett
- Vigna kokii B.J.Pienaar
- Vigna lanceolata Benth.
- Vigna lasiocarpa (Benth.) Verdc.
- Vigna latidenticulata (Harms) A.Delgado
- Vigna laurentii De Wild.
- Vigna linearis (Kunth) Marechal & al.
- Vigna lonchophylla Piper
- Vigna longifolia (Benth.) Verdc.
- Vigna longissima Hutch.
- Vigna lozanii (Rose) Lackey ex McVaugh
- Vigna luteola (Jacq.) Benth.
- Vigna macrorhyncha (Harms) Milne-Redh.
- Vigna malayana M.R.Hend.
- Vigna marina (Burm.) Merr.
- Vigna megatyla (Piper) A. Delgado
- Vigna membranacea A.Rich.
- Vigna mendesii Torre
- Vigna microsperma R.Vig.
- Vigna mildbraedii Harms
- Vigna minima (Roxb.) Ohwi & H.Ohashi
- Vigna monantha Thulin
- Vigna monophylla Taub.
- Vigna mudenia B.J.Pienaar
- Vigna mukerjeanus (Raizada) Raizada
- Vigna multinervis Hutch. & Dalziel
- Vigna mungo (L.) Hepper — Урд, или Маи, или Чёрный маш
- Vigna myrtifolia Piper
- Vigna nakashimae (Ohwi) Ohwi & H.Ohashi
- Vigna nigritia Hook.f.
- Vigna nyangensis R.Mithen & H.Kibblewhite
- Vigna o-wahuensis Vogel
- Vigna oblongifolia A.Rich.
- Vigna parkeri Baker
- Vigna peduncularis (Kunth) Fawc. & Rendle
- Vigna phoenix Brummitt
- Vigna pilosa (Klein ex Willd.) Baker
- Vigna platyloba Hiern
- Vigna polytyla (Harms) A. Delgado
- Vigna populnea Piper
- Vigna praecox Verdc.
- Vigna prainiana Babu & S.K.Sharma
- Vigna procera Hiern
- Vigna pygmaea R.E.Fr.
- Vigna racemosa (G.Don) Hutch. & Dalziel
- Vigna radiata (L.) R.Wilczek — Маш, или Вигна лучистая, или Бобы мунг
- Vigna radicans Baker
- Vigna ramanniana Rossberg
- Vigna reflexopilosa Hayata
- Vigna reticulata Hook.f.
- Vigna richardsiae Verdc.
- Vigna riukiuensis (Ohwi) Ohwi & H.Ohashi
- Vigna schimperi Baker
- Vigna schlechteri Harms
- Vigna schottii (Benth.) A. Delgado & Verdc.
- Vigna speciosa (Kunth) Verdc.
- Vigna spectabilis (Standl.) A.Delgado
- Vigna stenophylla Harms
- Vigna stipulata Hayata
- Vigna subhastata Verdc.
- Vigna subramanianus (Raizada) Raizada
- Vigna subterranea (L.) Verdc. — Бамбарский земляной орех
- Vigna tisserantiana Pellegr.
- Vigna tisserantii Pellegr.
- Vigna trilobata (L.) Verdc.
- Vigna triphylla (Wilczek) Verdc.
- Vigna truxillensis (Kunth) N. Zamora
- Vigna umbellata (Thunb.) Ohwi & H.Ohashi
- Vigna unguiculata (L.) Walp. — Коровий горох
- Vigna venulosa Baker
- Vigna venusta (Piper) Marechal & al.
- Vigna vexillata (L.) A.Rich.
- Vigna vignoides (Rusby) Marechal & al.
- Vigna virescens Thulin

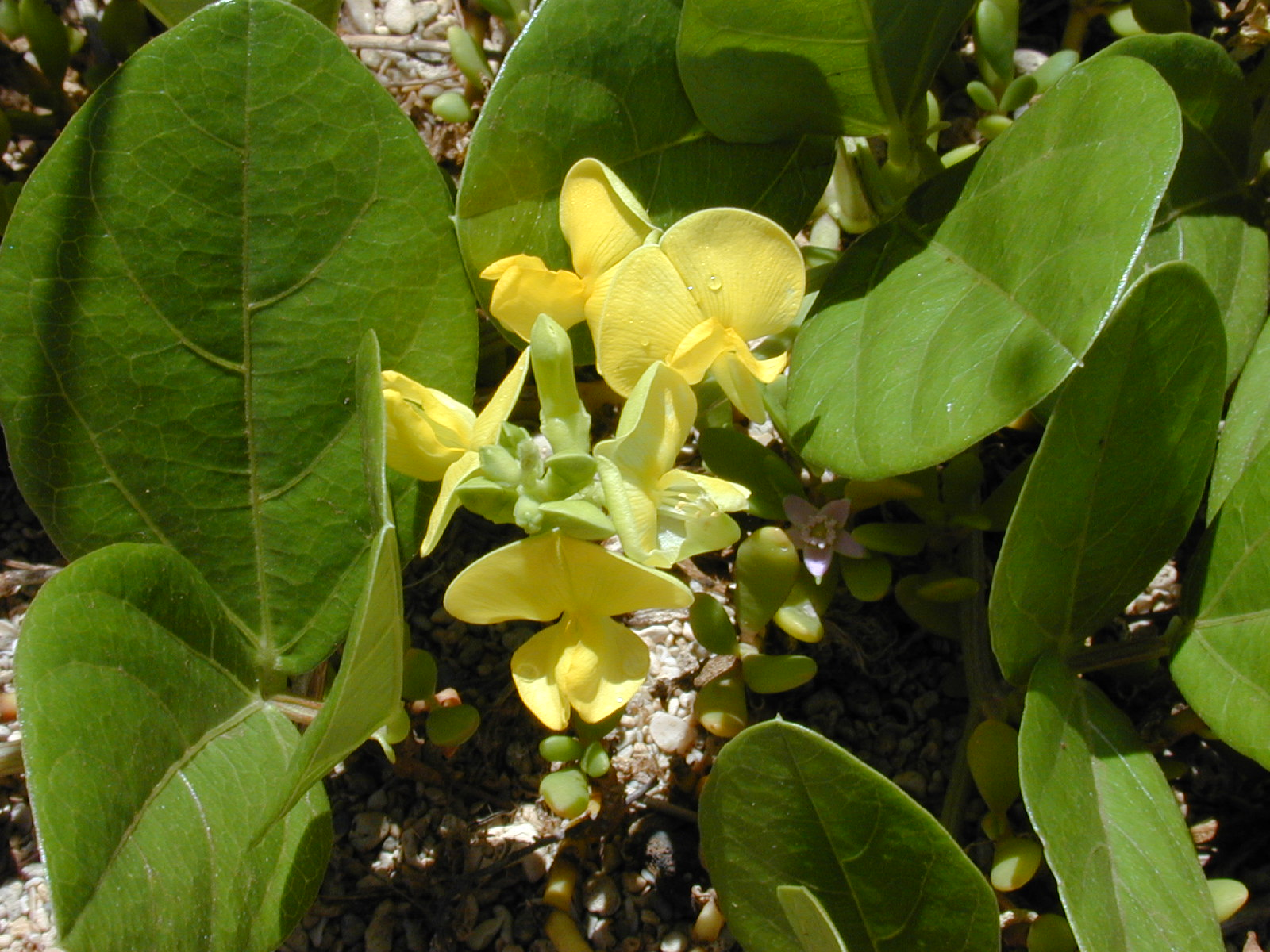
Vigna marina
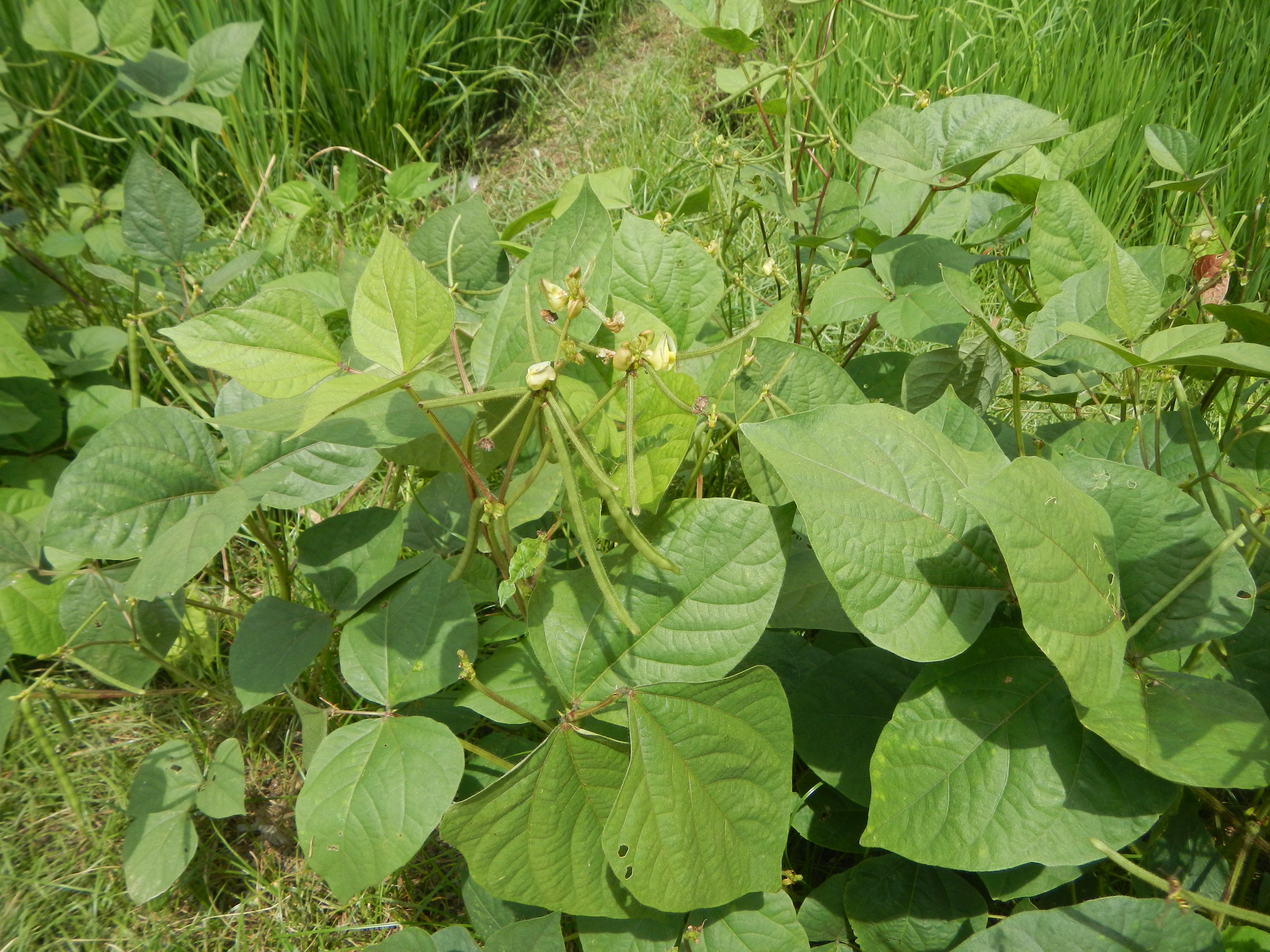
Vigna radiata
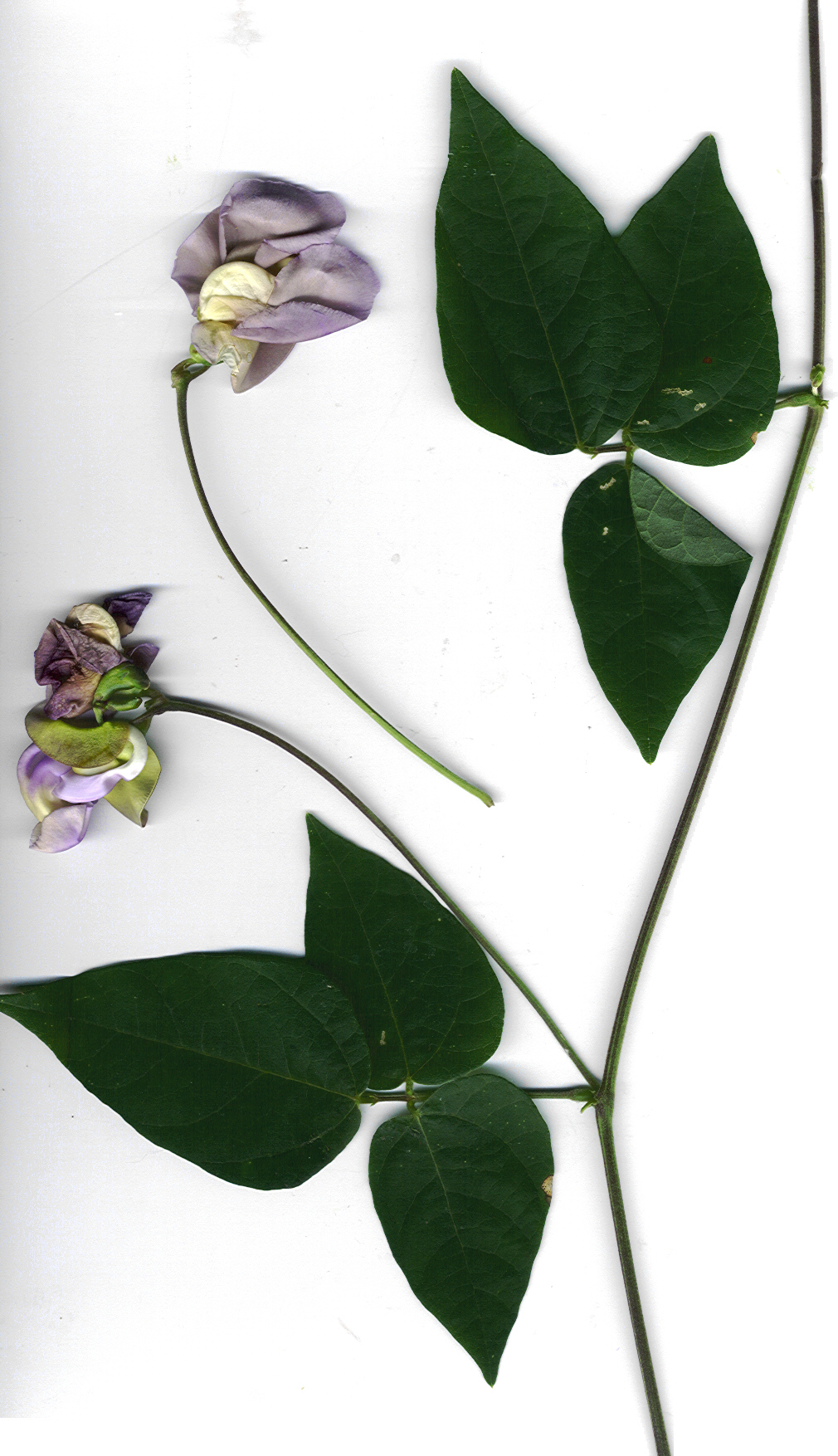
Vigna speciosa
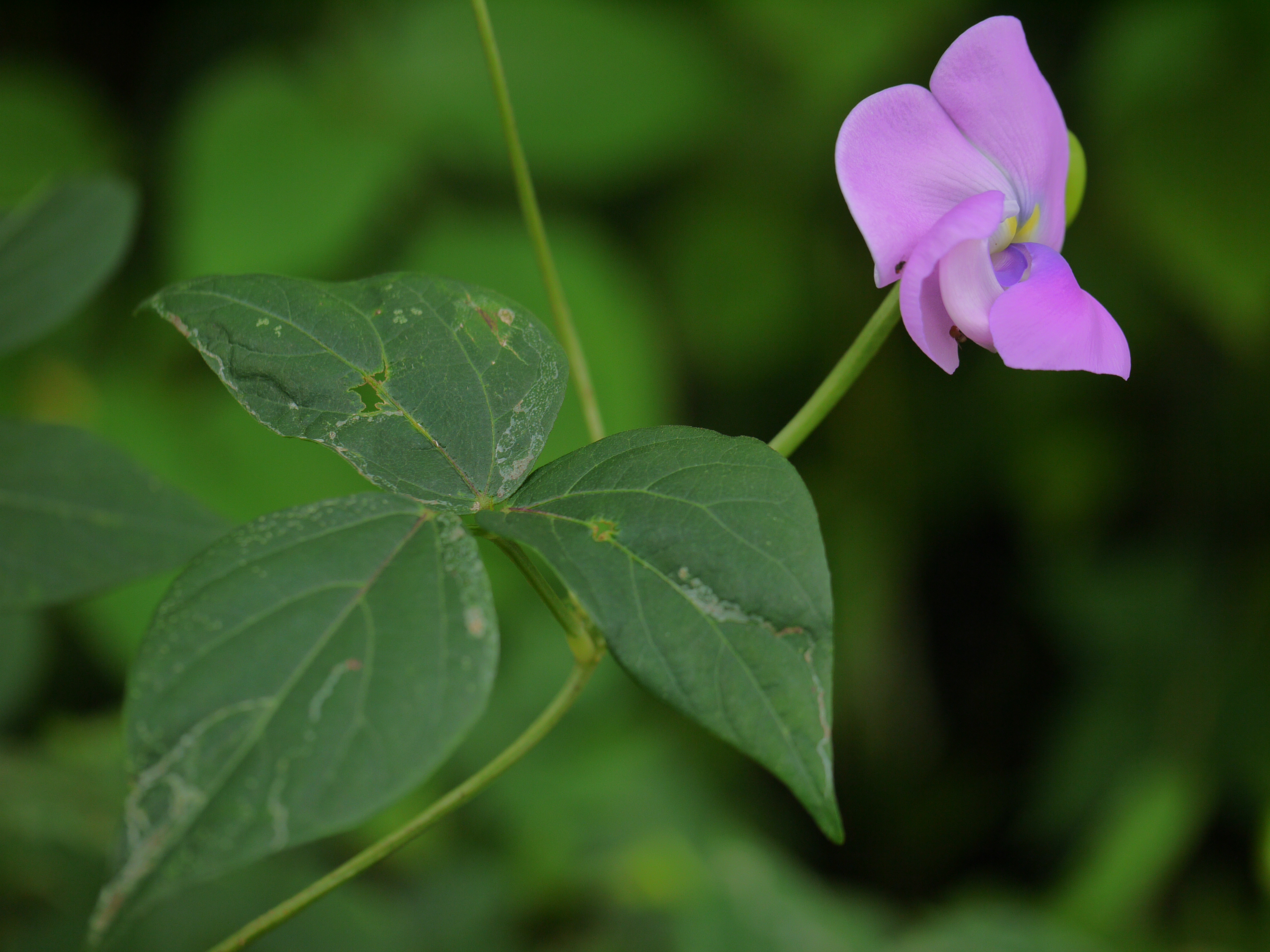
Vigna vexillata